# چراغ‌ها را خاموش کن (ترانه سلنا گومز و سین)
«چراغ ها را خاموش کن» (به انگلیسی: Hit the Lights)آهنگی توسط گروه آمریکایی سلنا گومز و سین ساخته شده از آلبوم سوم و نهایی استودیوی خود وقتی خورشید غروب می کند (۲۰۱۱) گرفته شده است.